# 자프레시치

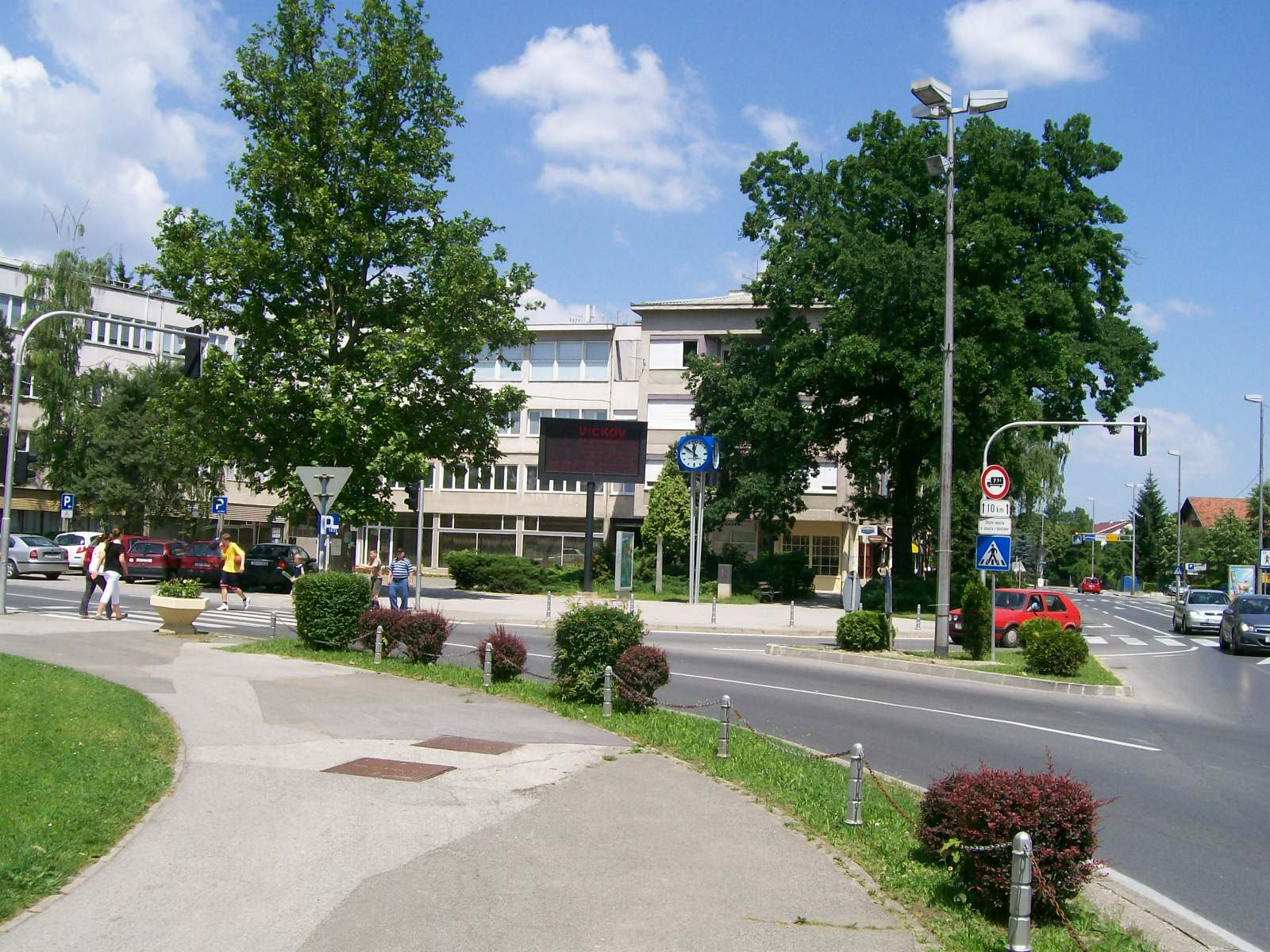
자프레시치

자프레시치(크로아티아어: Zaprešić)는 크로아티아 자그레브주에 위치한 도시로 면적은 52.60km2, 높이는 130m, 인구는 25,223명(2011년 기준), 인구 밀도는 480명/km2이다.
크로아티아의 수도인 자그레브 북서쪽에 위치하며 슬로베니아 국경과 가까운 편이다. 철도와 도로 교통의 중심지이기 때문에 자그레브주 북서부의 관문 역할을 한다.

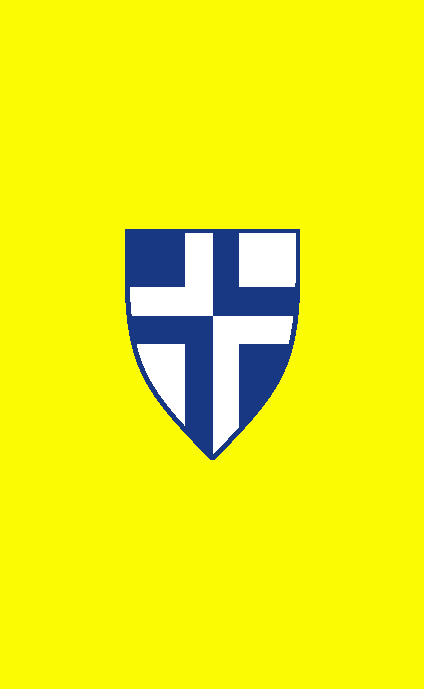
시기
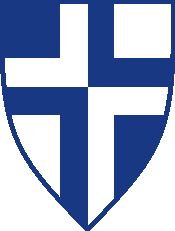
시 문장